# Гринцане-Кавоур
Гринцане-Кавоур, Ґринцане-Кавоур (італ. Grinzane Cavour, п'єм. Grinzane) — муніципалітет в Італії, у регіоні П'ємонт,  провінція Кунео.
Гринцане-Кавоур розташоване на відстані близько 480 км на північний захід від Рима, 50 км на південний схід від Турина, 50 км на північний схід від Кунео.
Населення — 2010 осіб (2014).
Щорічний фестиваль відбувається  16 липня. Покровитель — Nostra Signora del Monte Carmelo.

## Демографія
Населення за роками:

Станом на 1 січня 2023 року в муніципалітеті офіційно проживали 292 іноземці з 27 країн, серед них 136 громадян країн Євросоюзу.

## Сусідні муніципалітети
- Альба
- Діано-д'Альба

## Міста-побратими
- Каноза-ді-Пулья, Італія